# Don Kellner
Don S. Kellner (* 1935 oder 1936; † 22. Juli 2021) war ein US-amerikanischer Fallschirmspringer aus Pennsylvania. Kellner hatte mit 46.355 Sprüngen die weltweit meisten Fallschirmsprünge und hält hierüber auch den Guinness-Buch der Rekorde-Eintrag.

## Leben
Kellner diente im Koreakrieg in der US-Luftwaffe und wurde während des Kalten Kriegs bei der Air Defense Identification Zone eingesetzt. Er war mit Darlene Kellner, ebenfalls Fallschirmspringerin, verheiratet. Ihre Hochzeitszeremonie fand am 7. Juli 1990 während eines Fallschirmsprungs statt.

## Fallschirmspringen
Kellner machte seinen ersten Sprung an einem Rundkappenfallschirm im Juni 1961. Insgesamt sprang er 1936 Mal auf diesen Rundkappen-Systemen. Im Dezember 1985 machte er seinen 10.000ten Sprung und war damit der Springer mit den meisten Sprüngen der USA. Im Juni 1991 absolvierte er seinen 15.000ten Sprung und war damit weltweit Rekordhalter, für welchen er seinen Eintrag ins Guinness-Buch der Rekorde erhalten hat und bis heute hält. Als Tandemmaster hatte er über 10.000 Sprünge.
Am 1. Mai 2021 machte Kellner seinen letzten Sprung. Er starb am 22. Juli 2021 mit 85 Jahren aufgrund eines Krebsleidens mit 46.355 von der United States Parachute Association (USPA) bestätigten Sprüngen.